# Adria Bartolich
Adria Bartolich (Brunate, 1º dicembre 1958) è una politica e sindacalista italiana.

## Biografia
Nasce il 1º dicembre 1958 a Brunate, in provincia di Como, professione docente, laureata in Architettura presso il  Politecnico di Milano 
Giovanissima si impegna nel movimento degli studenti e delle donne e milita nel PdUP.
Nel 1985 viene eletta consigliere comunale, come indipendente di sinistra, nel comune di Fino Mornasco poi nel 1990 consigliere comunale e quindi capogruppo del PDS a Como. In quella veste, a seguito della decimazione del consiglio comunale, a causa di Mani Pulite, sostiene la giunta di larghe intese guidata da Renzo Pigni, alla quale partecipa anche il PDS per la prima volta al governo della città.
Alle elezioni politiche del 1994 viene candidata alla Camera dei deputati, ed eletta deputata nella lista proporzionale del PDS, venendo confermata poi nel 1996 (circoscrizione Lombardia 2). Nel corso dell'XI legislatura entra a fare parte della commissione parlamentare Ambiente, territorio e lavori pubblici. In quella successiva fa parte della presidenza della Camera dei Deputati come Segretario di Presidenza e della Commissione monocamerale d'inchiesta sull'Acna di Cengio. È componente prima della Commissione Lavoro, poi della Commissione per gli Affari Esteri, nella quale si occupa, tra l'altro, della situazione dell'ex Jugoslavia partecipando a diverse missioni in Serbia, Bosnia e Kosovo.
Alle elezioni politiche del 2001 è ricandidata alla Camera dei Deputati ma l'Ulivo esce sconfitto dalle elezioni e non passa, seppur per pochi voti, nella quota proporzionale per i Democratici di Sinistra, né nella quota maggioritaria nella quale viene battuta dal candidato della Casa delle Libertà Mario Taborelli, nel collegio di Olgiate Comasco.
Dal 2005 al 2007 è presidente provinciale della FIDAPA (Donne, Arti Professioni, Affari), presidente per il comitato della legislazione per il distretto Nord-Ovest e componente della Commissione nazionale per la legislazione.
Si dedica parallelamente, all’attività sindacale presso la Cisl. Nel 2009 diventa Segretario provinciale della Cisl Scuola di Como,, e nel 2013 segretario generale della Cisl Scuola dei Laghi in seguito all'accorpamento della CISL di Como con quella di Varese. Nel marzo 2016 viene eletta segretario generale regionale della Cisl Scuola Lombardia, ruolo che lascia per assumere, nell'aprile del 2017, quello di Segretario Generale confederale della Cisl dei Laghi (Como e Varese) ed eletta a larga maggioranza, con oltre il 90% dei voti dei delegati ed ha fatto parte anche del Consiglio Generale Nazionale. Si dimette dall'incarico nel settembre 2018.
Alle elezioni amministrative del 2022 si candida a sindaco di Como per due liste civiche, Civitas progetto città e Il bene Comune (voti  1.117 pari al 3,7 % dei voti espressi)